# Isle-et-Bardais
Isle-et-Bardais är en kommun i departementet Allier i regionen Auvergne-Rhône-Alpes i de centrala delarna av Frankrike. Kommunen ligger  i kantonen Cérilly som ligger i arrondissementet Montluçon. År 2022 hade Isle-et-Bardais 278 invånare.

## Befolkningsutveckling
Antalet invånare i kommunen Isle-et-Bardais
Referens: INSEE